# Gemini (eilanden)
De Gemini (Italiaans: Isola Gemini, tweeling) zijn twee kleine eilandjes voor de westkust van Italië. De eilandjes zijn gelegen vlak voor de zuidkust van Elba, in de Tyrreense Zee en worden tot de Toscaanse Archipel gerekend.
De eilandjes, beiden ongeveer een hectare groot, maken deel uit van de op Elba gelegen gemeente Capoliveri en staan samen met een groot aantal andere kleine eilanden onder natuurbescherming in het Parco Nazionale Arcipelago Toscano.